# Carl Menger

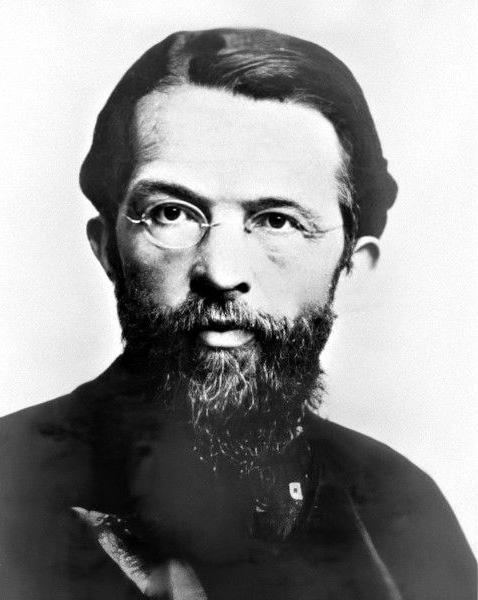
Carl Menger

Carl Menger (Nowy Sącz, 23 februari 1840 – Wenen, 26 februari 1921) was de grondlegger van de Oostenrijkse School binnen de economie. Hij is de vader van de invloedrijke wiskundige Karl Menger.

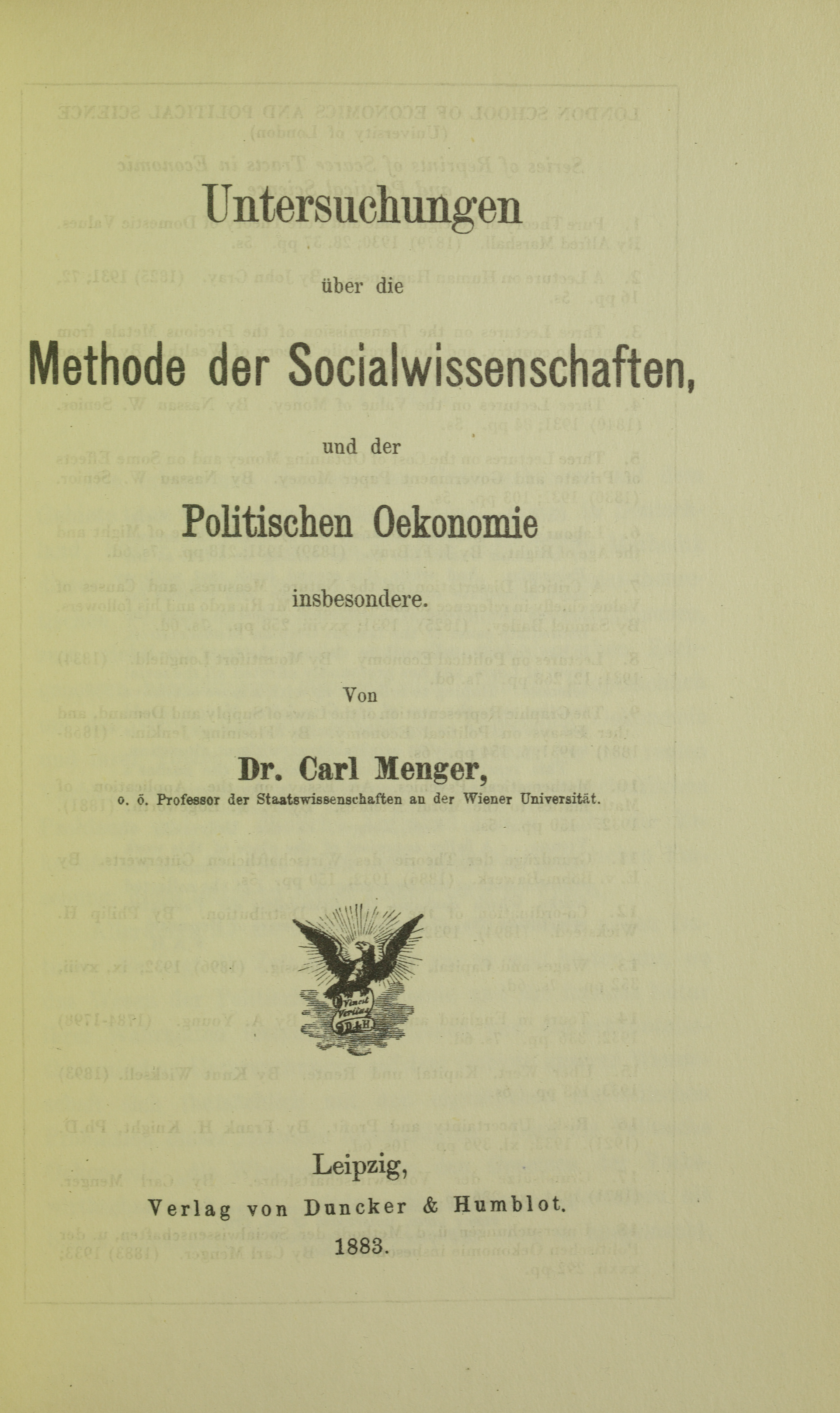
Untersuchungen über das Methode der socialwissenschaften und der politischen Ökonomie insbesondere, 1933

Menger werd geboren in Nieuw Sandez in het Oostenrijks Galicië. Hij studeerde achtereenvolgens aan de Universiteit van Praag en Universiteit van Wenen, en behaalde een doctoraat in de rechtsgeleerdheid aan de Jagiellonische Universiteit te Krakau. Zijn boek Grundsätze der Volkswirtschaftslehre werd in 1871 gepubliceerd. In 1876 begon hij Rudolf van Oostenrijk privé-lessen te geven.
De publicatie van Mengers Untersuchungen in 1883 veroorzaakte de Methodenstreit met de Duitse Historische Schule.

## Belangrijkste Opvattingen
In het middelpunt van zijn opvatting staat de these, dat de waarde van een goed door de subjectieve waardeinschatting van de laatste eenheid ("Grenzeinheit") wordt bepaald:
Er "(...) is vervolgens niets dat de goederen aankleeft, geen eigenschap ervan, net zo min ook een zelfstandig, op zich bestaand ding. Het is een oordeel, die de economische mens velt over de betekenis van de hem ter vervoeging staande goederen voor de instandhouding van zijn leven en welvaart vallen, en vervolgens is er buiten zijn bewustzijn niets voorhanden."
– (Grundsätze, Bladzijde 86)

## Filosofische invloeden
Er zijn verschillende meningen over de filosofische invloeden van Menger. Maar het staat buiten kijf dat Menger een rudimentair geschil heeft met Plato en een zeer nauwgezet geschil met Aristoteles, vooral wat betreft zijn ethiek.
"Plato stelt dat geld een afgesproken teken voor verandering is en Aristoteles zegt, dat geld is ontstaan als een overeenkomst, niet door de natuur, maar door de wet."
Ook de invloed van Kant is aantoonbaar. Veel auteurs benadrukken ook het rationalisme en idealisme, zoals Christian Wolff. Kijkend naar de literatuur denken de meeste schrijvers dat Menger een essentiële Aristotelische positie vertegenwoordigt. Dit is verrassend genoeg een positie die in strijd is met zijn theorie van de subjectieve waarde en zijn individualistische methodologische positie.
Een ander elemenent in zijn denken is het gebruik van deductie of inductie.  Met zijn prijstheorie kan worden aangetoond dat Menger nominalistisch en, sterker nog, anti-essentialistisch is. Dat wil zeggen dat zijn benadering inductionalistisch is.